# Фальстедт, Амалия
Амалия Вильгельмина Фальстедт (швед. Amalia Wilhelmina Fahlstedt; 8 января 1853, Стокгольм — 29 января 1923, Юрсхольм) — шведская писательница и переводчица.

## Биография и творчество
Амалия Фальстедт родилась в 1853 году в Стокгольме. Она была пятой из шестерых детей Андерса Густафа Фальстедта, бакалейщика, и Юханны Вильгельмины Бергстрём. Окончив педагогические курсы для женщин, Амалия начала преподавать. В 1877 году она, совместно с сестрой Бертой, открыла собственную школу. Замуж она не выходила, и после смерти матери переселилась к её сестре Августе, у которой было шестеро детей. Одна из дочерей Августы, Эльса Бесков, впоследствии стала известной детской писательницей.
Брат Амалии, писатель Эуген Фальстедт, познакомил её с Августом Стриндбергом, который помог ей опубликовать её первый сборник рассказов, «I flygten» (1883). Второй сборник, «Ax och Halm» (1887), является типичным образцом полемической прозы 1880-х годов: в нём рассматриваются вопросы брака, образования для женщин, женского труда и т. д. Позднее, в 1890-х годах, Амалия Фальстедт опубликовала два романа под псевдонимом «Рафаэль»: «En passionshistoria» (1897) и «I dödvattnet» (1889). Кроме того, она написала ещё два сборника рассказов, книгу для подростков и две детские книги, которые были изданы с иллюстрациями Эльсы Бесков. Помимо собственного творчества, Фальстедт занималась переводами с итальянского и датского языков.
На протяжении трёх десятилетий Амалия Фальстедт поддерживала близкую дружбу с Эллен Кей. В 1892 году они совместно основали общество Tolfterna, призванное объединить женщин рабочего класса и представительниц образованного среднего класса для совместных обсуждений актуальных общественных и культурных тем.
Амалия Фальстедт умерла в 1923 году в Юрсхольме.